# بنسون لي
بنسون لي (بالإنجليزية: Benson Lee)‏ هو منتج أفلام وكاتب سيناريو ومخرج أمريكي، ولد في 3 نوفمبر 1969.

## وصلات خارجية
- بنسون لي على موقع IMDb (الإنجليزية)
- بنسون لي على موقع ألو سيني (الفرنسية)
- بنسون لي على موقع أول موفي (الإنجليزية)
- بنسون لي على موقع بوكس أوفيس موجو (الإنجليزية)
- بنسون لي على موقع قاعدة بيانات الأفلام السويدية (السويدية)
- بنسون لي على موقع قاعدة بيانات الفيلم (الإنجليزية)
- بنسون لي على موقع كينوبويسك (الروسية)